# McLaren Stewart
Pour les articles homonymes, voir Stewart.
McLaren Stewart ou Mac Stewart, de son vrai nom Duncan McLaren Stewart (29 avril 1909, Michigan - 14 mai 1992, Newport Beach, Californie) était un artiste Disney, présent aux génériques de nombreux films de Walt Disney Pictures dans la section "layout" de la conception graphique.

## Filmographie
- 1937 : Blanche-Neige et les Sept Nains (layout)
- 1940 : Pinocchio (directeur artistique)
- 1940 : Fantasia, segment Rite of Spring (directeur artistique)
- 1942 : Bambi (directeur artistique)
- 1942 : Saludos Amigos (décors)
- 1944 : Les Trois Caballeros (layout)
- 1948 : Johnny Pépin-de-Pomme (layout)
- 1948 : Mélodie Cocktail (layout)
- 1950 : Cendrillon (layout)
- 1951 : Alice au pays des merveilles (layout)
- 1952 : The Little House (layout)
- 1953 : Peter Pan (layout)
- 1955 : La Belle et le Clochard (layout)
- 1959 : La Belle au bois dormant (layout)
- 1959 : Donald au pays des mathémagiques (layout)
- 1961 : Les 101 Dalmatiens (layout)
- 1948 : The Litterbug (directeur artistique)
- 1961 : Donald and the Wheel (styliste)
- 1964 : Mary Poppins
- 1966 : Lieutenant Robinson Crusoé (Lt. Robin Crusoe, U.S.N.)  (animation)
- 1967 : Picsou banquier (directeur artistique)
- 1971 : L'Apprentie sorcière (animation)